# 버이브 카하

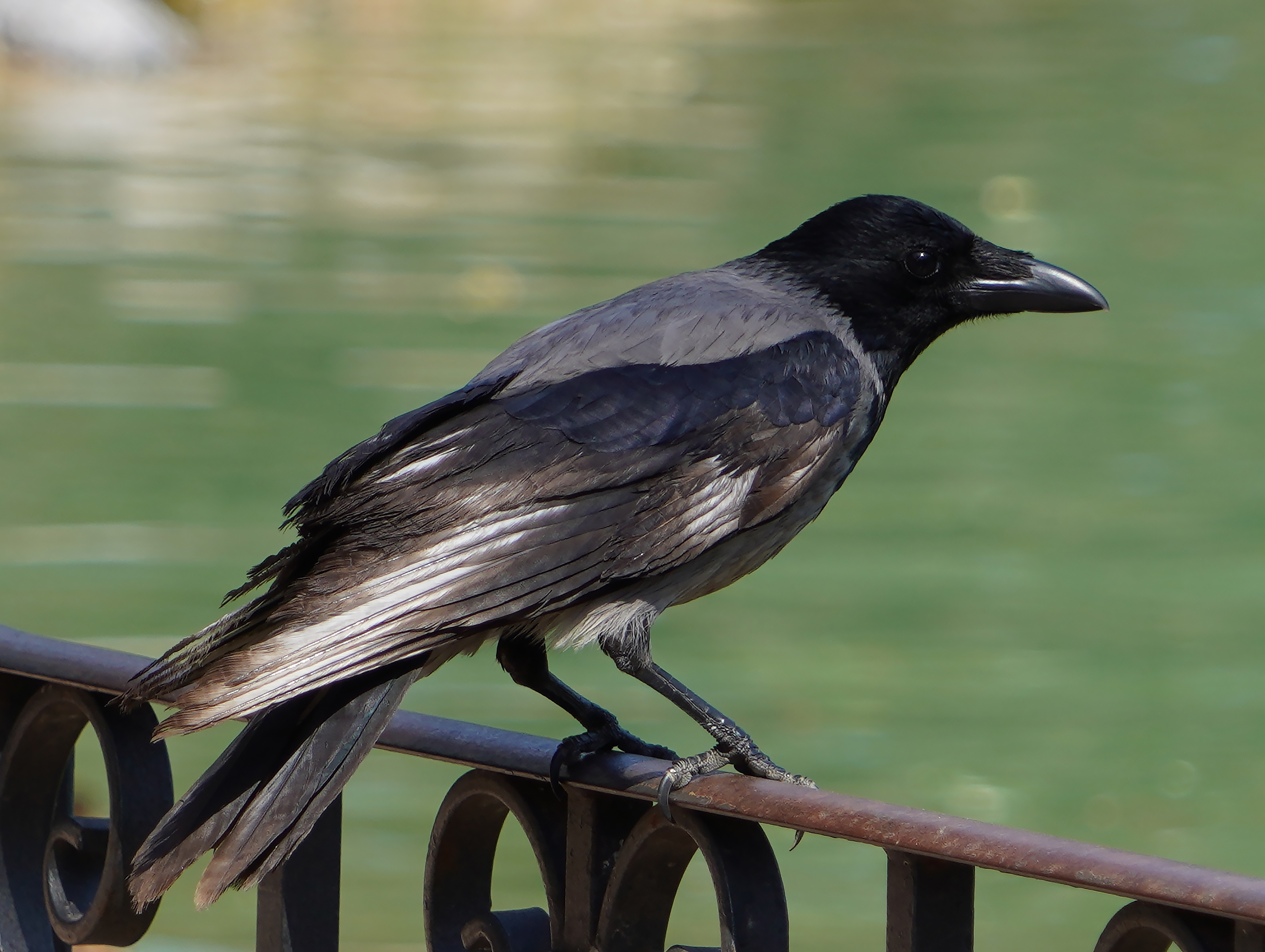
버이브는 주로 뿔까마귀의 모습을 화신으로 취한다.

버이브 카하(아일랜드어: Badhbh Catha [ˈbəiv]) 또는 바드브 카하(고대 아일랜드어: Badb Catha [ˈbaðβ])는 아일랜드 신화의 전쟁여신이다. "버이브"란 "까마귀"라는 뜻이고, "카하"가 붙어서 "싸움 까마귀"라는 뜻이 된다. 그녀는 자기 전투에서 마음에 드는 쪽으로 승기를 몰아주기 위해 반대쪽 군세의 병사들에게 공포와 혼란을 불러일으킨다.
자매 마하, 모리안과 함께 모리으나(Morrígna)라는 삼신일체를 이룬다.